# Le Lavandou

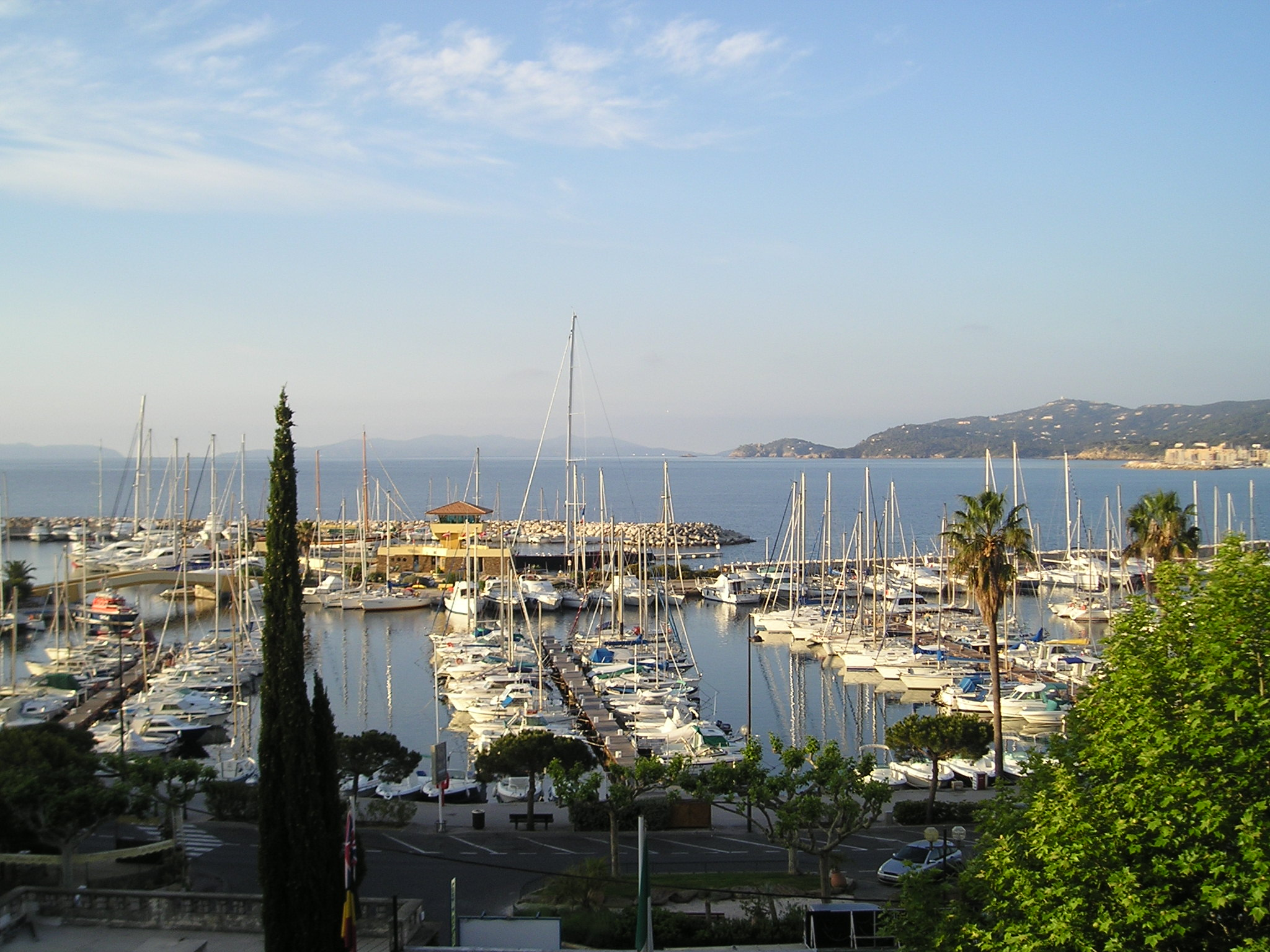
Il porto di Le Lavandou ripreso al mattino

Le Lavandou è un comune francese di 5 837 abitanti situato nel dipartimento del Var della regione della Provenza-Alpi-Costa Azzurra.
Il comune è situato sulle rive del Mar Mediterraneo, di fronte alle cosiddette Isole d'Oro (Port-Cros, l'isola del Levante e Porquerolles) e ai piedi del Massiccio dei Maures. Gli abitanti di Lavandou sono chiamati Lavandouraines (femminile) e Lavandourains (maschile).

## Dall'autonomia amministrativa del comune a oggi
Le Lavandou non era originariamente che una frazione del comune di Bormes-les-Mimosas. Il processo amministrativo che condusse alla separazione dei due comuni prese avvio nel 1909. È proprio a partire dall'inizio del XX secolo che pittori, letterati e musicisti famosi resero rinomata questa stazione di villeggiatura. La relativa legge - adottata dal Conseil d'État, approvata il 27 marzo 1913 dalla Camera dei deputati e il successivo 20 maggio dal Senato – fu promulgata dal presidente della Repubblica Raymond Poincaré il 25 maggio 1913.
La località offre 12 spiagge di sabbia fine ripartite sulle cinque frazioni del paese: L'Anglade, La Grande Plage du Lavandou, Saint-Clair, La Fossette, Aiguebelle, l'Eléphant, Jean Blanc, Rossignol, Le Layet, Cavalière, Cap Nègre, Pramousquier.
A Lavandou hanno trovato rifugio dopo l'indipendenza della Tunisia gli ultimi abitanti dell'isola di La Galite, pescatori di aragoste originari dell'isola di Ponza e di Carloforte la cui presenza era stata tollerata dalle autorità coloniali francesi.

## L'origine del nomeLavandou
Il nome Lavandou sembrerebbe richiamare anzitutto la lavanda, pianta ampiamente diffusa in Provenza. Una varietà peculiare di lavanda cresce infatti sulle colline retrostanti Lavandou (Lavandula stoechas).  Tale pianta è tuttavia denominata "Queirélé" in lingua provenzale, idioma che, fino a sessant'anni fa, era l'unico idioma parlato in questo villaggio delle coste provenzali. Ciò esclude, dunque, l'etimologia più evidente.
Una soluzione più attendibile è stata data, invece, da Frédéric Mistral, famoso poeta provenzale e premio Nobel, il quale nel  Trésor du Félibrige scrive che Lavadou - Lavandou (Var) è sinonimo di  «lavoir», ossia lavatoio. Nel municipio di Lavandou è conservato un quadro del 1736 di Charles Ginoux che rappresenta quello che allora era solo un sobborgo e nel quale compare un lavatoio in cui le mogli dei pescatori lavano i loro panni.

## Città gemella
Kronberg (Germania) dal 1973

## Eventi
- Sfilata di carri fioriti
- Halloween | Festival d'Autonno
- Luce notturna Corso il 31 luglio
- San-Pietro
- Festival Romerage
- Biglietti spettacoli | Costa Azzurra

## Spiagge

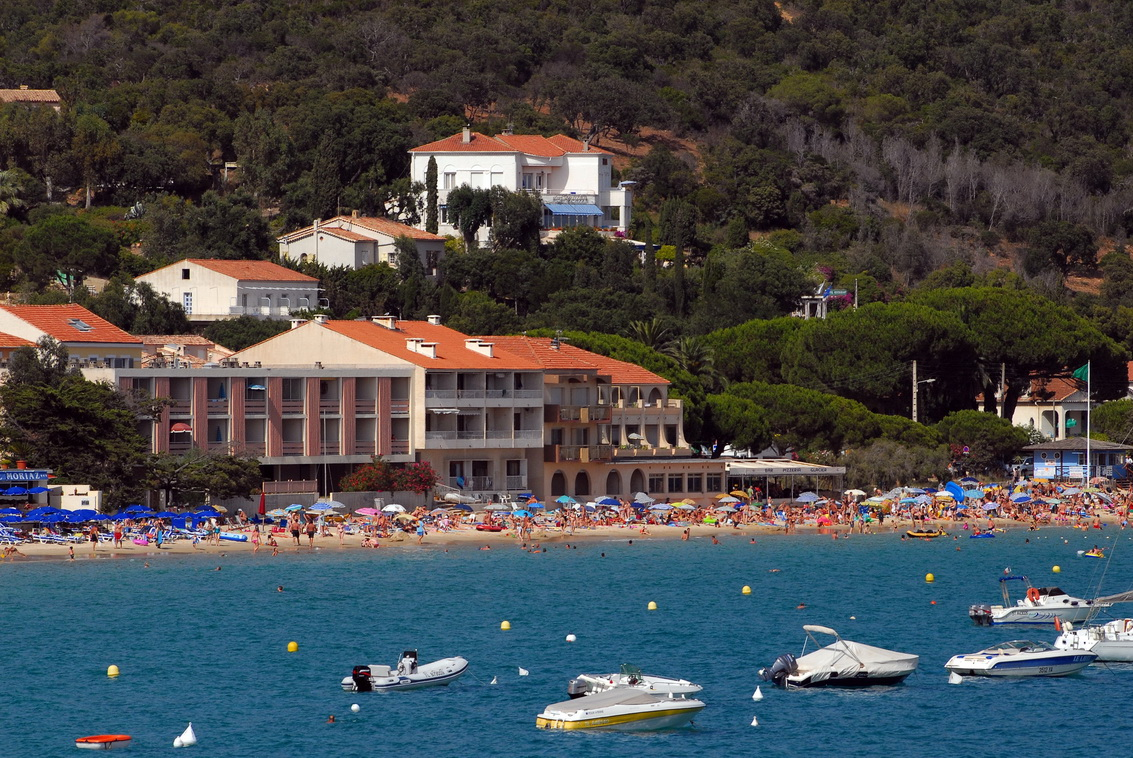
Spiaggia Cavaliere

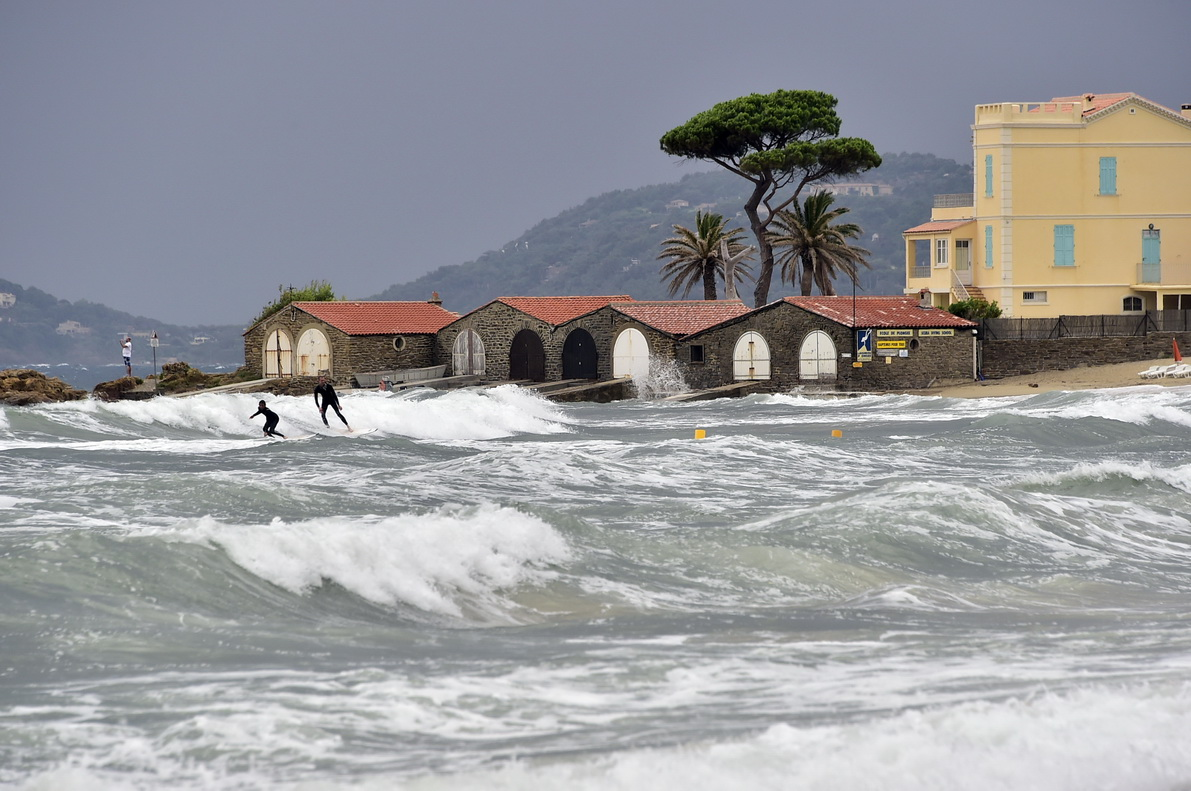
Spiaggia Saint-Clair

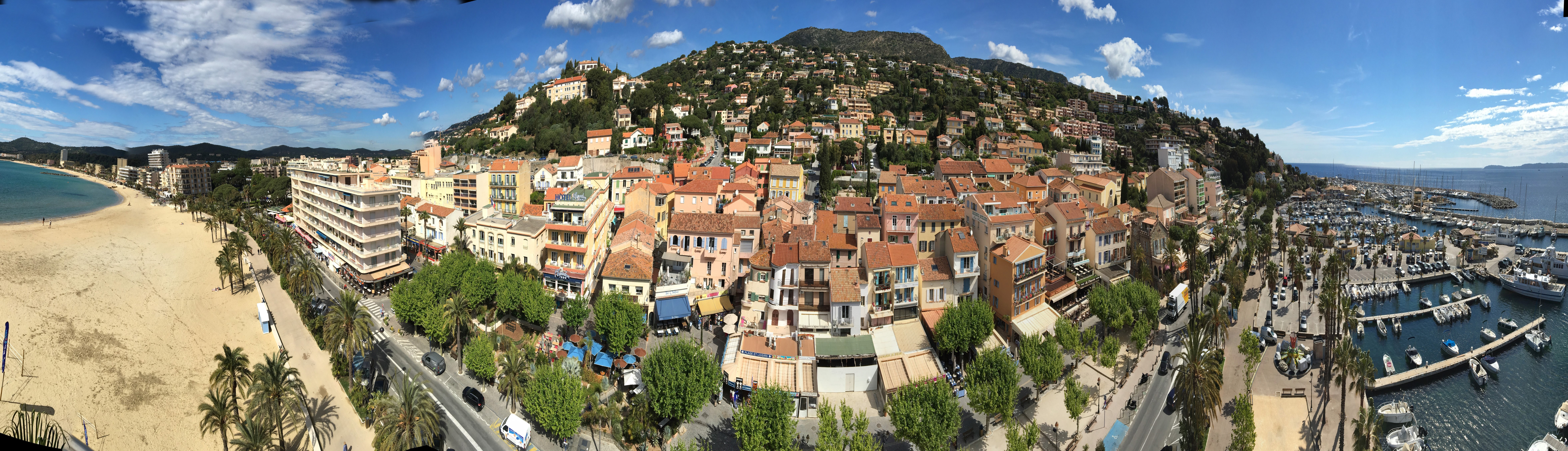
Panoramic view of Le Lavandou (2017-05)

12 km di sabbia fine e calette, in un pino naturale, mimose e eucalipto.
- L'Anglade
- La Grande Plage du Lavandou
- Saint-Clair
- La Fossette
- Aiguebelle
- l'Eléphant
- Jean Blanc
- Rossignol
- Le Layet
- Cavalière
- Cap Nègre
- Pramousquier

## Società

### Evoluzione demografica
Abitanti censiti